# Ehrharta rupestris
Ehrharta rupestris är en gräsart som beskrevs av Christian Gottfried Daniel Nees von Esenbeck. Ehrharta rupestris ingår i släktet Ehrharta och familjen gräs. Inga underarter finns listade i Catalogue of Life.